# Holoparamecus gracilis
Holoparamecus gracilis là một loài bọ cánh cứng trong họ Endomychidae. Loài này được Rucker miêu tả khoa học năm 1983.